# خفاش ذيل الفأر
الخفافيش ذات ذيل الفأر أو عَيْنوم هي مجموعة من الخفافيش الحشرية (تقتات بالحشرات) تنتمي إلى فصيلة الخفافيش ذات ذيل الفأر تضم من ثلاثة إلى ستة أنواع فقط، وكلها مُضمنة في جنس وحيد في فصيلته. منتشرة في العالم القديم، من شمال أفريقيا إلى تايلاند وسومطرة، في المناطق القاحلة وشبه الجافة، ويبات في الكهوف والمنازل وحتى الأهرامات المصرية. وهو صغير نسبيًا، يبلغ طوله من 5 إلى 6 سم. ويزن ما بين 6 و14 غ.